# Californication (album)
|  | Californication er også navnet på en amerikansk tv-serie, se Californication (tv-serie) |
Californication er det syvende studiealbum fra det amerikanske band Red Hot Chili Peppers. Albummet blev udgivet den 4. juni 1999 hos Warner Music og er Red Hot Chili Peppers hidtil bedst sælgende album, med mere end 15 millioner solgte kopier på verdensplan. Med udgivelsen af Californication vendte John Frusciante tilbage til bandet og erstattede Dave Navarro som bandets guitarist. Frusciante havde tidligere været medlem af bandet under udgivelsen af pladerne Mother's Milk og Blood Sugar Sex Magik. Med Frusciante på guitar, skiftede bandet over til en anden stil, end den de havde haft med Navarro.
Albummet blev en kæmpe succes, med hits som Californication, Otherside, Around The World, Parallel Universe og det Grammy Award-vindende nummer Scar Tissue. Californication blev et vendepunkt for bandet, såvel stilmæssigt som popularitetsmæssigt. 

## Spor
Alle sangene er skrevet af Red Hot Chili Peppers.
1. Around the World – 3:58
2. Parallel Universe – 4:30
3. Scar Tissue – 3:37
4. Otherside – 4:15
5. Get on Top – 3:18
6. Californication – 5:21
7. Easily – 3:51
8. Porcelain – 2:43
9. Emit Remmus – 4:00
10. I Like Dirt – 2:37
11. This Velvet Glove – 3:45
12. Savior – 4:52
13. Purple Stain – 4:13
14. Right on Time – 1:52
15. Road Trippin' – 3:25